# مینا روستا
مینا روستا (زادهٔ ۱ فروردین ۱۳۷۲ در شیراز) بازیکن تیم ملی والیبال زنان ایران است.
از مینا روستا به عنوان «بهترین سرعتی زن بانوان ایران» یاد می‌شود. وی در رقابت‌های انتخابی المپیک ۲۰۲۰ توکیو در ترکیب تیم ملی والیبال زنان ایران نیز حضور داشت. روستا در سال ۱۴۰۰ با انعقاد قراردادی با باشگاه باداجوز اسپانیا به لیگ والیبال اسپانیا راه یافت و اولین لژیونر زن ایران در لیگ اسپانیا لفب گرفت.

## تحصیلات و سوابق
روستا فارغ‌التحصیل رشتهٔ کارشناسی فیزیولوژی تربیت بدنی است. او همچنین مسئول کمیته آموزش بانوان هیئت والیبال شیراز است.

## بازیهای ملی
وی در سال ۱۳۹۵ در مسابقات زیر ۲۳ سال آسیا در ترکیب نیم ملی ایران قرار داشت. او در سال ۱۳۹۶ در نوزدهمین دوره مسابقات والیبال بانوان قهرمانی آسیا، در ترکیب تیم ملی والیبال زنان ایران حضور داشت. وی همچنین در ترکیب تیم ملی والیبال زنان ایران در مسابقات انتخابی جهان در سال ۱۳۹۶ بازی کرد.

## سوابق باشگاهی
روستا در سال ۱۳۹۶ در آستانهٔ آغاز لیگ برتر والیبال بانوان باشگاه‌های کشور، به تیم ذوب آهن اصفهان پیوست.

### حضور در لیگ اسپانیا
روستا در سال ۱۴۰۰ با انعقاد قراردادی با باشگاه باداجوز اسپانیا به لیگ اسپانیا راه یافت و اولین بانوی ایرانی لژیونر در لیگ اسپانیا لقب گرفت.